# Berenice Trogloditica
Berenice o Berenice Trogloditica era una città dell'Egitto che si trovava sulla costa del Mar Rosso, a circa 400 km a sud di Hurghada, presso il confine con il Sudan.

## Storia
La città fu fondata nel 275 a.C. da Tolomeo II Filadelfo per onorare la madre, Berenice I, appena scomparsa. La ragione più importante per la creazione di questo nuovo porto fu la necessità dei Tolomei di elefanti. Questi furono usati nelle guerre contro i Seleucidi nel Vicino Oriente, che bloccarono l'importazione di elefanti indiani. I Tolomei decisero di catturare elefanti africani in quello che oggi è il Sudan orientale, l'Eritrea e l'Etiopia e spedirli attraverso il Mar Rosso su navi speciali (elephantagoi) per sbarcarli nel Sud dell'Egitto e portarli a piedi nella valle del Nilo.
La posizione geografica di Berenike era eminentemente adatta poiché era un porto naturale, protetto dai venti del nord prevalenti da una grande penisola. Inoltre, la pericolosa rotta marittima sul Mar Rosso, con le sue insidiose barriere coralline e i suoi pirati che operavano dalla penisola arabica, rendeva desiderabile avere un approdo sicuro il più a sud possibile. Da Berenike c'erano rotte via terra attraverso il Deserto orientale fino alla valle del Nilo, protette da stazioni intermedie (hydreumata). Questi fornivano acqua e riparo alle carovane.
Nel periodo romano, Berenike si sviluppò in un emporio commerciale: spezie, mirra, incenso, perle e tessuti venivano spediti via Berenike ad Alessandria e Roma. La natura di questo commercio era più o meno nota da testimonianze testuali, in particolare dal cosiddetto Periplo del Mare Eritreo che elenca i porti lungo le coste del Mar Rosso, dell'Africa orientale, dell'Arabia meridionale e dell'India, nonché le merci che erano in domanda in questi empori.
Fu importante centro commerciale per l'importazione di merci pregiate tra cui oro e avorio, oltre che di elefanti.
Fu importante porto per i commerci con India ed Estremo Oriente anche al tempo dell'Impero romano. Qui terminava l'importante arteria stradale della Via Hadriana, che da Antinoopolis sul Nilo raggiungeva la costa del Mar Rosso.
Fino al 1994, tuttavia, non si sapeva nulla dell'organizzazione stessa di Berenike. L'abbandono della città veniva solitamente datato al III secolo d.C. supponendo che il caos politico, economico e militare dell'epoca dovesse aver posto fine ai commerci a lunga percorrenza.

## Archeologia
Nel 2022 durante alcuni scavi viene scoperto il complesso religioso di epoca tardo-romana denominato il Santuario del Falco e sono stati rinvenuti diversi reperti tra cui: statue a forma di cubo, una stele con indicazioni relative alle attività religiose e dei falchi mummificati.

## Geografia umana
La città oggi è visitata da molti turisti attratti dalla barriera corallina.
È possibile raggiungere Berenice in pullman, atterrando all'aeroporto di Marsa Alam. Come quest'ultima, Berenice è isolata dal resto del mondo, essendo circondata dal deserto, che si spinge fino al Mar Rosso.